# Palić
Palić (srp. Палић, mađ. Palics, nje. Palitsch) je naselje u Bačkoj u autonomnoj pokrajini Vojvodini, Republika Srbija. Nalazi se nedaleko od Subotice (oko 7km udaljeno). Palić je najpoznatiji po Palićkom jezeru.

## Zemljopisni položaj
Nalazi se na 46°6'32" sjeverne zemljopisne širine i 19°46'2" istočne zemljopisne dužine, nekoliko kilometara istočno od Subotice, na 99 metara nadmorske visine.

## Kultura
- Festival europskog filma[1]

## Gospodarstvo
- turističko-gospodarska manifestacija Berbanski dani, usmjerena afirmiranju voćarskih proizvoda
- Palićki vinski susreti[2]

## Infrastruktura
Palić je jedno od rijetkih mesta koje osim što je lijepo za živjeti. Nažaloost, političari se razočaravajuće odnose prema jednom od ovih bisera Srbije. Još 2010. situacija je bila da izgradnja infrastrukture ne prati brzinu naseljavanja Palića, naselja koje bilježi rast. Jedva polovica od 107 ulica bilo je asfaltirano, jedva trećina stanovništva imala je kanalizaciju, čistu vodu dobivala je samo polovina stanovništva).

## Stanovništvo
Natpolovičnu većinu imaju Mađari. Hrvati su treća po brojnosti narodnosna zajednica.

### Poznate osobe
- Tiberije Kopilović, pedagog, profesor, društveno-politički djelatnik Hrvata u Vojvodini
- Mirko Vujković,  dugogodišnji športski radnik, svestrani športaš, uspješni rukometaš, hokejaš[3] i vaterpolist, višedesetljetni trener svih selekcija u hokejaškom i vaterpolo klubu "Spartak"
- Branislav Mukić, najuspješniji vozač kasačkih utrka i trener u Srbiji
- Slavko Večerin, katolički svećenik, visoki crkveni dužnosnik

### Hrvati u Paliću
Palić danas (po stanju od 15. prosinca 2002.) daje 6 elektora u Hrvatsko nacionalno vijeće Republike Srbije.

## Šport
U Paliću djeluju ovi športski klubovi i društva:
- omladinsko sportsko društvo Palić
- atletika: atletski klub Paligo Palus
- jedrenje na vodi: Palić
- karate: Palić (od 1954.)[5]

- konjički šport: Radanovac
- nogomet: FK Palić
- tenis: Palić 1878
- veslanje: Palić

U Paliću se održavaju ova športska natjecanja;
- međunarodni ženski teniski turnir, WTA Palić Open.

## Ostalo
Rekordna temperatura na Paliću zabilježena je 6. srpnja 1988. godine. U 15 sati izmjereno je 37,5 stupnjeva Celzijevih.

## Vanjske poveznice
- www.palic.rs Službene stranice Turističke zajednice